# Crown Building (Manhattan)
El Crown Building (anteriormente conocido como Heckscher Building) es una propiedad de uso mixto en la esquina suroeste de la calle 57 y la Quinta Avenida en el vecindario de Midtown Manhattan en la ciudad de Nueva York (Estados Unidos). El edificio fue diseñado por Warren y Wetmore. Históricamente, ha sido una de las ubicaciones de espacios comerciales y de oficinas más caras de los Estados Unidos. La parte de oficinas del edificio se está convirtiendo actualmente en Aman New York Hotel & Residences.

## Historia
El Crown Building se conocía originalmente como el Heckscher Building, diseñado por Warren y Wetmore y terminado en 1921. Tiene 26 pisos y mide 126 m de altura. El nombre se cambió a Crown Building (lit. Edificio Corona) en 1983, atribuyéndole su apariencia de corona cuando se ilumina por la noche.
En 1981 por el entonces presidente filipino Ferdinand E. Marcos utilizó empresas internacionales para comprar el edificio en secreto, y también obtuvo la ayuda de Ralph y Joseph Bernstein, así como de Adnan Khashoggi.
El Crown Building fue objeto de varios juicios tras la caída del régimen de Marcos. Numerosos partidos, incluido el gobierno filipino, reclamaron sus derechos. Las demandas afirman que Marcos celebró varios acuerdos por el edificio o lo compró con dinero que no era suyo. Las partes involucradas acordaron vender el edificio y dividir los ingresos en exceso de la hipoteca de 89 millones de dólares.
Bernard Spitzer adquirió el edificio en 1991 por 95 millones de dólares. Su hijo y ex gobernador de Nueva York, Eliot Spitzer, se hizo cargo de la propiedad después de la muerte de su padre en 2014. El edificio estaba programado para subastarse a fines de 2014, con Jeff Sutton y General Growth Properties interviniendo antes de la subasta para comprar el edificio. El costo fue de 1750 millones de dólares e incluyó tanto la torre de 37 162 m² como los 3300 m² de espacio comercial en la planta baja del edificio..
En 2015, el edificio fue adquirido nuevamente, esta vez por Michael Shvo en sociedad con el multimillonario ruso Vladislav Doronin. General Growth Properties y Wharton properties adquirieron la parte comercial del edificio. La compra de 1800 millones de dólares fue una de las más grandes en la historia de bienes raíces de la ciudad de Nueva York. Se anticipa que la propiedad será convertida y remodelada en residencias de lujo.
La marca de ropa masculina de lujo con sede en Milán Ermenegildo Zegna anunció en marzo de 2016 que alquilaría 139 m² de espacio en planta baja y 697 m² en el segundo piso, por un total de 150 millones de dólares durante los 10 años del contrato de arrendamiento. Zegna planeó abrir el espacio comercial en febrero de 2019. El presidente ejecutivo, Ermenegildo “Gildo” Zegna, negoció directamente el contrato de arrendamiento con el copropietario minorista y negociador Jeff Sutton. El nuevo espacio diseñado por Peter Marino se inauguró el 13 de febrero de 2019.
En 2019, OKO Group de Doronin comenzó el trabajo de conversión, financiado con un préstamo de 750 millones de dólares. Los niveles inferiores seguirán siendo comerciales, mientras que el resto del edificio, a partir del cuarto piso, se convertirá en el lujoso Aman New York Hotel & Residences, operado por Aman Resorts de Doronin. La parte del hotel contendrá 83 habitaciones, tres restaurantes y un spa. La porción residencial consistirá en 22 condominios. Las primeras unidades estuvieron disponibles a principios de 2021.